# کالامیتی جین
مارتا جین کانری (به انگلیسی: Martha Jane Cannary) (زاده ۱ مه ۱۸۵۲ - درگذشته ۱اوت ۱۹۰۳) که معمولاً با نام کالامیتی جین (به انگلیسی: Calamity Jane) شناخته می‌شود، تیرانداز و مجری قانون و بازیگر و اسطوره غرب وحشی است.
او را به خاطر شجاعت‌هایش در داستان‌های نقل شده به خاطر حفاظت از کاروان‌ها و دستگیری قانون گریزان و جنگ با سرخ پوستان می‌شناسند.

کالامیتی در انگلیسی به معنای فاجعه است.

## زندگی‌نامه
هر چه که در مورد اغلب سالهای زندگی او می‌دانیم، بر اساس کتابی است که خودش نویسنده آن بود است. تاریخ تولد او را یکم می سال ۱۸۵۲ در ایالت میزوری آمریکا می‌دانند. او بزرگترین فرزند خانواده بود و دو برادر و سه خواهر داشت. او با خانواده اش به ایالات دیگر آمریکا رفت و زندگی در غرب را تجربه کرد. با وایلد بیل هیکاک آشنا شد و به او علاقه خاصی داشت. از او تیراندازی یاد گرفت و سفرهای زیادی داشت. گفته می‌شود که هر دو شوهرش را خودش و به ضرب گلوله کشته‌است.

## واقعیت
تری دیری نویسنده بریتانیایی در کتاب آمریکا بعد از روایت همه این مطالب عنوان می‌کند که شواهدی هم وجود دارد که ثابت می‌کند اغلب این داستان‌ها را کالامیتی جین به خصوص وقتی که مست بوده-که این بیشتر اوقات زندگی اش بود-روایت می‌کرده‌است؛ بخشی از آنها هم محض پول درآوردن و در نمایش‌های بوفالو بیل ساخته شده‌اند.